# Protocolo familiar
Si bien el Diccionario de la Real Academia de la Lengua Española contiene una definición de protocolo, no contempla una definición de “Protocolo Familiar”, pero podríamos considerar razonable proponer una definición del siguiente tenor: “Acta o cuaderno de actas, relativas a un acuerdo entre los miembros de la familia empresaria”, o bien “Plan escrito y detallado de una actuación en el seno de una familia empresaria”. Este Plan no se realiza para una familia cualquiera, sino para una que se defina como familia empresaria.   
El Diccionario de la Real Academia de la Lengua Española, recoge diversas acepciones de familia. Siguiendo estas acepciones podríamos definir la familia empresaria como aquél “Grupo de personas emparentadas entre sí (ascendientes, descendientes, colaterales y afines de un linaje), que desarrollan en común una actividad empresarial.”
Y es en la empresa familiar donde desarrolla en común esta actividad empresarial. El Diccionario de la Real Academia de la Lengua Española define empresa pero no contiene ninguna acepción para definir la empresa familiar si bien, siguiendo la definición que da la Real Academia de la Lengua Española para la empresa pública, podríamos definir inicialmente la “empresa familiar” como la “empresa creada y sostenida por una familia”.
En España se constituyó en octubre de 2000 una Ponencia de Estudio sobre la problemática de la empresa familiar dentro de la Comisión de Hacienda del Senado, fruto de la cual fue el «Informe de la Ponencia de Estudio para la Problemática de la Empresa Familiar» de 23 de noviembre de 2001. Aparte de otras cuestiones, en el Informe se recogían las características de la empresa familiar y determinadas Recomendaciones.  En la defensa ante el Pleno del Senado de la Moción presentada por el Grupo Parlamentario Popular en dicha Cámara en la que se instaba al Gobierno a que en el plazo más breve posible remitiese a las Cortes Generales un Proyecto de Estatuto Jurídico de la Empresa Familiar, moción que fue finalmente modificada y aprobada en el sentido de constituir en la Comisión de Hacienda del Senado una Ponencia de Estudio de la Empresa Familiar, el Senador GOMERO RUIZ señaló que “Se pueden considerar empresas familiares todas las sociedades y empresas individuales que desarrollen sus actividades económicas, industriales y de producción de bienes y servicios, o administren y gestionen participaciones directas o indirectas de sociedades que desarrollan tales actividades y que están participadas de manera significativa por un grupo familiar que actúa con vocación de continuidad bajo una unidad de decisión y dirección en las que al menos un miembro del grupo familiar interviene de manera efectiva en la gestión de la empresa ostentando la capacidad de decisión sobre los aspectos más relevantes que le conciernen a la sociedad familiar. En este sentido, se puede considerar que la participación significativa del grupo familiar, a los efectos de la definición anterior, supone el cumplimiento de lo siguiente. En primer lugar, que la persona de la familia detente de manera directa o indirecta una participación igual o superior al cinco por ciento. En segundo lugar, que el grupo familiar formado por cónyuges, ascendientes, descendientes y colaterales hasta el cuarto grado inclusive detente.”
La Exposición de Motivos del RD 171/2007 señala que son empresas familiares “aquellas en las que la propiedad o el poder de decisión pertenecen, total o parcialmente, a un grupo de personas que son parientes consanguíneos o afines entre sí”. Añadiendo que “En lo que interesa, a los efectos de este real decreto, será familiar una sociedad de personas o capital en la que existe un protocolo que pretende su publicidad”, lo que constituye una definición adicional de empresa familiar que complementa la anteriormente expuesta por el mismo RD, pudiendo ser la primera entendida como definición de carácter general y la segunda como una especialidad a los efectos de la aplicación del RD 171/2007.
En el Derecho Foral se recogen definiciones de empresa familiar.  Asimismo hay que indicar que en la Compilación del Derecho Consuetudinario Asturiano se recoge la existencia, dentro del Catálogo de Costumbres Compiladas, de la Sociedad familiar asturiana.
Protocolo Familiar es un acuerdo marco de naturaleza jurídica compleja, que contiene elementos o pactos propios de distintos contratos y que sirve de norma a la que han de ajustarse otros pactos complementarios de carácter más concreto, firmado entre familiares socios de una empresa, actuales o previsibles en el futuro, con la finalidad de regular la organización y gestión de la misma, así como las relaciones entre la familia, la empresa y sus propietarios, para dar continuidad a la empresa, de manera eficaz y con éxito, en la siguiente generación familiar.  
La Comunicación de la Comisión sobre la transmisión de las pequeñas y medianas empresas (98/C 93/02), publicada en el Diario Oficial de las Comunidades Europeas el 28 de marzo de 1998, recogía, entre las Medidas jurídicas sobre transmisión de empresas la recomendación de la redacción de un Protocolo Familiar por parte de las familias empresarias para fortalecer la continuidad de la empresa familiar.  Y diversos estudios han puesto de manifiesto la relación directamente proporcional entre la redacción de un Protocolo Familiar por parte de una familia empresaria y el desempeño de la empresa familiar. 
Podría definirse el Protocolo Familiar como un contrato intergeneracional, con causa constitutiva, que regula las relaciones entre los miembros de la familia empresaria y de éstos con la empresa familiar, en el que se destaca su carácter de contrato preparatorio
En el derecho positivo español, y como concepto aplicable en el ámbito de la empresa familiar, encontramos referencia al Protocolo Familiar en el Real Decreto 171/2007, de 9 de febrero por el que se regula la publicidad de los protocolos familiares. Dicho Real Decreto se dictó en ejecución del mandato contenido en la disposición final segunda, apartado 3, de la Ley 7/2003, de 1 de abril, de la sociedad limitada nueva empresa, que dispone: “reglamentariamente se establecerán las condiciones, forma y requisitos para la publicidad de los protocolos familiares, así como, en su caso, el acceso al registro mercantil de las escrituras públicas que contengan cláusulas susceptibles de inscripción”. 
El artículo 2 del citado Real Decreto define el Protocolo Familiar como “aquel conjunto de pactos suscritos por los socios entre sí o con terceros con los que guardan vínculos familiares que afectan una sociedad no cotizada, en la que tengan un interés común en orden a lograr un modelo de comunicación y consenso en la toma de decisiones para regular las relaciones entre familia, propiedad y empresa que afectan a la entidad”. Este concepto no tiene carácter omnicomprensivo sino que se acuña, según dispone el propio Real Decreto, a los solos efectos de señalar qué se entiende por protocolo familiar como instrumento jurídico que puede ser objeto de publicidad.
También merece la pena destacar que la normativa civil catalana, si bien no define el Protocolo Familiar, si lo menciona en el artículo 431.7 de la Ley 10/2008, de 10 de julio, del libro cuarto del Código civil de Cataluña, relativo a las sucesiones, en el que indica que “La escritura de pacto sucesorio puede contener también estipulaciones propias de un protocolo familiar y otras estipulaciones no sucesorias, pero no disposiciones de última voluntad”. Y también en el artículo 431.8 cuando refiere a que “Si la finalidad de un pacto sucesorio es el mantenimiento y continuidad de una empresa familiar, puede hacerse constar la existencia del mismo en el Registro Mercantil con el alcance y de la forma que la ley establece para la publicidad de los protocolos familiares, sin perjuicio que consten, además, las cláusulas estatutarias que se refieran al mismo” .
Las Comunidades Autónomas en España han otorgado ayudas públicas durante muchos años a las empresas familiares para promover la elaboración de protocolos familiares que ayuden a llevar a cabo el tránsito generacional, en aras a conseguir la pervivencia de las empresas en sus territorios.  En el ámbito de la normativa autonómica, las disposiciones específicas para el otorgamiento de ayudas a la ejecución de Protocolos Familiares no otorgan una definición especifica de Protocolo Familiar sino que dan las características que deben reunir los mismos para ser objeto de las ayudas públicas, no existiendo calificación uniforme de las mismas en todas las Comunidades Autónomas, teniendo cada Comunidad Autónoma características específicas, si bien semejantes entre todas ellas.   Ello da a entender que las Comunidades Autónomas aprecian la importancia de las empresas familiares, muy implicadas en el territorio concreto de responsabilidad administrativa de la Comunidad Autónoma, y tratan de definirlas en el ánimo de regular adecuadamente cuestiones que les pueden resultar relevantes.

## Aspectos complementarios
Dicho esto, y para perfilar este concepto, es necesario tener en cuenta algunos aspectos complementarios de carácter extrajurídico que son necesarios para comprender en toda su magnitud qué es un protocolo familiar:
1. En primer lugar, hay que tener presente que el Protocolo Familiar es un contrato, pero es también algo más. Además de contrato, es también un código de conducta personal y familiar para los miembros de la familia porque incluye pactos y pautas desde una perspectiva ajena al derecho.
2. Por muy fuerte que sea el régimen legal que contenga el Protocolo Familiar y las penalizaciones que el mismo pueda contemplar para el caso de incumplimiento de las obligaciones contenidas en él, su fuerza de obligar no debe derivar de la presión o coacción que en un momento dado pueda hacerse desde el punto de vista legal para exigir su cumplimiento, sino del convencimiento de sus firmantes de la necesidad de cumplir su contenido en beneficio de la continuidad de la empresa y de la propia familia. Por eso, lo importante no es el documento en sí mismo sino el proceso llevado a cabo para su elaboración. 
3. El Protocolo Familiar es, además, un ejercicio de autorregulación. Nada ni nadie impone a la familia empresaria la obligación de hacerlo. Es la propia familia, convencida de las ventajas que su preparación comporta, quien decide libremente acometerlo para favorecer y posibilitar el cambio generacional. 
4. Es también un intento de anticipación ya que debe fijar las futuras reglas de juego en las relaciones familia-empresa, lo que implica objetivar las situaciones que, previsiblemente, puedan plantearse en el futuro en el ámbito de esas relaciones y darles una solución para cuando eso suceda. Es decir, se toman decisiones sobre qué hacer cuando determinados problemas surjan en un momento en que todavía no han surgido, lo que facilita el consenso sobre las pautas a seguir, que se fijan de antemano para cuando el problema surja realmente. 
5. Por su propia naturaleza, se trata de un traje "a medida", que es necesario elaborar en cada caso de manera individualizada. Es cierto que hay una serie de asuntos que son recurrentes en casi todos los protocolos familiares, pero ni todos estos asuntos agotan el contenido del Protocolo Familiar, ni la solución que se da a los mismos en cada caso coincide. No hay, por tanto, respuestas estándar válidas. Cada familia adopta "sus" decisiones. Esto es, hay tantos protocolos familiares como familias empresarias.